# Carl Holst

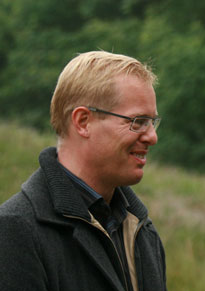
Carl Holst (2008)

Carl Holst (* 29. April 1970 in Rødding) ist ein dänischer Politiker der Partei Venstre und war 2015 in der Regierung Lars Løkke Rasmussen II kurzzeitig Verteidigungsminister und Minister für nordische Zusammenarbeit.

## Leben
Holst schloss 1996 seine Ausbildung zum Lehrer ab und arbeitete bis 2000 in diesem Beruf an einer Grundschule in Vojens.
Er engagierte sich bereits früh politisch und war von 1993 bis 1995 Vorsitzender der Jugendorganisation der Partei Venstre. Von 2000 bis 2007 war er Landrat in Sønderjyllands Amt, nach dessen Auflösung stand er an der Spitze der neu geschaffenen Region Syddanmark. Seit 2010 ist er Mitglied des Venstre-Parteivorstands. 2015 wurde er im Wahlkreis Sydjyllands Storkreds ins Parlament gewählt und von Lars Løkke Rasmussen zum Minister der Verteidigung und für nordische Zusammenarbeit ernannt. Er musste sein Amt am 30. September 2015 aufgeben, weil ein Mitarbeiter der Regionalverwaltung gesetzwidrig mit Holsts Wahlkampfkampagne befasst gewesen war. Nachdem weitere Unregelmäßigkeiten aufgedeckt worden waren und die Region Syddanmark Anzeige erstattet hatte, ließ sich Holst am 25. November 2015 von der Ausübung seines Abgeordnetenmandats beurlauben. Seit Oktober 2021 ist er Vorsteher der Grammer Hochschule, an der er seit ihrer Gründung Lehrer ist.

## Privates
Holst ist mit Lone Holst verheiratet und hat drei Kinder.